# Нечипоренко Іван Григорович
Іва́н Григо́рович Нечипоре́нко (5 листопада 1929, Пролетарське — 15 березня 2002, Богуслав) — український художник декоративного ткацтва; член Спілки радянських художників України з 1979 року та Спілки майстрів народного мистецтва України з 1990 року. Брат Сергія Нечипоренка.

## Життєпис
Народився 5 листопада 1929 року в селі Пролетарському (нині Поліське Новгород-Сіверськогой району Чернігівської області, Україна). Протягом 1946—1950 років навчався у Кролевецькому художньо-промисловому технікумі по спеціальності «Декоративне ткацтво». Присвоєна кваліфікація техніка-художника-технолога по декоративному ткацтву.
З 1950 року працював у Харківській промисловій артілі «Зірка», з 1952 року — в богуславській артілі «Перемога» (від 1960 року — фабрика): з 1956 року — начальник ткацького цеху, з 1959 року — технічний керівник артілі, з 1961 року — головний інженер фабрикики. З 1961 по 1968 рік навчався в Московському технологічному інституті місцевої промисловості по спеціальності «Художнє оформлення тканин та виробів з них». Присвоєна кваліфікація художника-технолога. Після тяжкої хвороби у 1980—1992 роках — творчий майстер Богуславської фабрики «Перемога»/«Богуславка».
Мешкав у Богуславі в будинку на вулиці 8 Березня, № 3. Помер у Богуславі 15 березня 2002 року. Похований у місті Боярці.

## Творчість
Створював декоративні рушники та тканини, гардини, покривала, скатертини, килимки, наволочки, налавники — загалом близько 600 робіт. Серед них:
- декоративні тканини південної Київщини, рушник «Цвіт калини» (1968);
- налавник «Південні мотиви» (1976);
- настільник «Богуславський» (1985);
- наволочка «Снопи» (1989);
- штори «Солов'ї» (1990);
- рушники — «Материнські сльози» (1991), «Боже, Україну збережи» (1993), «Пророче наш — моя ти доню…» («Тарас Шевченко», 1994).

Брав участь у всеукраїнських, всесоюзних та міжнародних виставках з 1959 року. Його роботи експонувалися в більш ніж у 15 країнах світу. Персональні виставки відбулися у Каневі у 1981 році та Києві у 1996 році.
Роботи майстра зберігаються в Київському державному музеї українського народного декоративного мистецтва (понад 100 творів художника), Львівському музеї етнографії та художнього промислу, Переяславському історико-культурному заповіднику, Канівському музеї народного декоративного мистецтва, Білоцерківському краєзнавчому музеї, Богуславському історико-краєзнавчому музеї, Санкт-Петербурзькому етнографічному музеї.

## Відзнаки
- Нагороджений  орденами «Знак Пошани» (1966), Трудового Червоного Прапора (1976); золотою (1977), срібнною (1968) та бронзовими (1973, 1978) медалями ВДНГ СРСР та УРСР, численними грамотами та дипломами;
- Лауреат Премії радянських профсоюзів (1988), Премії імені Катерини Білокур (1996);
- Заслужений майстер народної творчості України з 1997 року.